# Infedelmente tua (film 1948)
Infedelmente tua (Unfaithfully Yours) è un film del 1948 scritto, diretto e prodotto da Preston Sturges, interpretato da Rex Harrison, Linda Darnell, Rudy Vallee e Barbara Lawrence.

## Trama
"Unfaithfully Yours" è una commedia brillante e stilisticamente originale diretta da Preston Sturges (1898-1959). Sturges era uno dei più brillanti umoristi di Hollywood, che scrisse e diresse alcuni dei più  memorabili film dell'epoca. "Unfaithfully Yours" ha tutta la freschezza e l'urbanità di un veicolo di Sturges. La storia è originale. New York: Alfred De Carter, direttore d'orchestra tornato da poco in città, viene convinto dal cognato che la moglie Daphne ha avuto una relazione extra-coniugale. Progetta quindi un piano per vendicarsi, compreso l'omicidio della consorte. La sera, durante un concerto che consiste di tre differenti pezzi musicali, fantastica  elaborate scene di vendetta e di riconciliazione mentre ogni fantasia è accompagnata da un pezzo musicale. Durante la direzione dell'"ouverture" della "Semiramide" di Rossini Sir Alfred immagina di eseguire un complesso e ingegnoso schema, uccidendo Daphne ed incastrando Tony [l'amante presunto] che è di conseguenza condannato a morte. Mentre dirige il secondo pezzo, la musica "Venusberg" di Wagner  del "Tannhaüser", Sir Alfred sogna che perdona a Daphne e le permette di andare con Tony anche firmandole un ragguardevole assegno. Mentre dirige il terzo pezzo, il finale del concerto "Francesca da Rimini" di Tchaikovsky, Sir Alfred si vede impegnato in una gara mortale di roulette russa con la moglie infedele e il suo giovane amante. Finito il concerto, Sir Alfred si precipita a casa per mettere le sue fantasie in azione. Ma il reale Sir Alfred non è confrontabile col suo fantastico fluido alter ego e dopo molte rivelazioni suppone che [la moglie] è innocente e che è stato uno stupido. Alla fine del film abbraccia e bacia sua moglie e le dice: "Un migliaio di poeti ha sognato un migliaio di anni, poi sei nata tu, amore mio"

## Commento
Sturges scrisse la storia con il titolo "The concert" e la offrì alla "Paramount and Fox film studios" nel 1933 come "Unfinished Symphony", ma l'idea fu accantonata fino a che Sturges la riprese nel 1947 e la offrì a Daryl F. Zanuck che insistette che fosse dato un titolo più convenzionale di quello allora proposto, "Symphony Story". La ragione della scelta di Rossini, Wagner e Tchaikovsky non è nota. È probabile che Sturges, newyorchese di natura e temperamento, fosse familiare con il concerto e le preferenze di registrazione di Leopold Stokowski, regolare inserito nella New York Philharmonic dal 1946 al 1950. Due delle tre scelte musicali richiamano Dante, poiché la "Semiramide" di Rossini allude a Semiramide, esempio del vizio e della  licenziosità e la prima peccatrice che il pellegrino incontra nell'Inferno (Inf V, 52-60) e la "Francesca" di Tchaikovsky evoca la protagonista sfortunata del racconto di Dante. Attraverso la musica, tutti i maggiori temi della storia originaria di Francesca [da Rimini], adulterio, tradimento, vendetta e omicidio sono richiamati alla mente e dati ad una forma sia sinfonica che cinematografica."Unfaithfully Yours" è uno dei più interessanti tipi di appropriazione cinematografica della storia di Francesca. La storia è fronte e centro per tutto il film senza essere mai citata direttamente e le è data nuova vita attraverso le fantasie musicali di Sir Alfred. 

## Colonna sonora
Nel film sono state inserite, tra l'altro, musiche di Gioachino Rossini, Richard Wagner e Pëtr Il'ič Čajkovskij.

## Distribuzione
Negli Stati Uniti, il film uscì nelle sale il 5 novembre (il 14 novembre in California) 1948. In Italia, il film uscì invece solamente nel maggio del 1950.

## Remake
Del film è stato fatto un remake con lo stesso titolo (intitolato Un'adorabile infedele  nella versione italiana) nel 1984, remake diretto da Howard Zieff e con protagonisti Dudley Moore, Nastassja Kinski ed Armand Assante.